# Saint-Martin-le-Hébert
Saint-Martin-le-Hébert foi uma comuna francesa na região administrativa da Normandia, no departamento Mancha. Estendia-se por uma área de 2,12 km². Em 2010 a comuna tinha 136 habitantes (densidade: 64,2 hab./km²).
Em 1 de janeiro de 2016, passou a formar parte da nova comuna de Bricquebec-en-Cotentin.